# Lady Bird Johnson
Lady Bird Johnson, właśc. Claudia Alta Taylor Johnson (ur. 22 grudnia 1912 w Karnack, zm. 11 lipca 2007 w West Lake Hills) – druga, a następnie pierwsza dama USA, żona prezydenta Lyndona B. Johnsona.

## Życiorys
Claudia Alta Taylor urodziła się 22 grudnia 1912 roku, jako córka kupca Thomasa Jeffersona Taylora i jego żony Minnie Patillo. Za sprawą swojej czarnoskórej kucharki, od dzieciństwa była nazywana „Lady Bird”. W wieku sześciu lat straciła matkę i przeszła pod opiekę ciotki, Effie. Uczęszczała do małej szkoły w Fern, a następnie do szkoły średniej w Marshall. W 1928 roku wstąpiła na University of Texas, gdzie studiowała sztukę. Dyplom uzyskała w 1933 roku, następnie studiowała dziennikarstwo.
Swojego przyszłego męża, Lyndona Johnsona, poznała w Austin, za pośrednictwem swojej przyjaciółki. Wkrótce potem zaczęli się spotykać i po pewnym czasie Johnson dwukrotnie się oświadczył. Za każdym razem nie został przyjęty. W 1934 roku, przy okazji ponownej wizyty w Teksasie, Johnson po raz trzeci oświadczył się Lady Bird i tym razem został przyjęty. Ich ślub odbył się 17 listopada 1934. W podróż poślubną młodzi pojechali do Meksyku, a po powrocie zamieszkali w Waszyngtonie.
Ze względu na trudną sytuację finansową byli bardzo oszczędni. Lady Bird zrezygnowała z własnej kariery zawodowej, by prowadzić dom i wspierać męża w ambicjach politycznych. Gdy w 1937 Lyndon został kongresmanem, Lady Bird pracowała w jego biurze, a także często służyła radą. Doświadczenie to pomogło jej, gdy zmuszona była prowadzić biuro poselskie męża, który przebywał na froncie II wojny światowej. W 1943 roku zakupiła także stację radiową KTBC w Austin, która okazała się przynosić spore zyski. Prezesem zarządu pozostała do 1963 roku, gdy została pierwszą damą.
Gdy w 1948 Lyndon kandydował do Senatu, Lady Bird musiała wziąć aktywniejszy udział w życiu publicznym. Żywo agitowała wówczas na rzecz męża i dzięki temu działaniu uzyskał on mandat senatora. W 1960 roku odradzała mężowi przyjęcie nominacji wiceprezydenckiej od Kennedy’ego, jednak Lyndon postanowił nie posłuchać jej rady.
Gdy została drugą damą, chciała skupić się na wspieraniu męża w obowiązkach. Pomagała także Jacqueline Kennedy, m.in. odbierając w jej imieniu nagrodę Emmy. Zastępowała także pierwszą damę na wielu imprezach, w których Jacqueline nie chciała uczestniczyć.
22 listopada 1963 przejeżdżała wraz z mężem kolumną prezydencką przez Dallas. Po zamachu na Kennedy’ego starała się pocieszyć Jacqueline Kennedy. Gdy Lyndon Johnson został zaprzysiężony na prezydenta, oboje zaproponowali wdowie po zmarłym prezydencie, że może zostać w Białym Domu jak długo będzie chciała. Ostatecznie wprowadzili się do siedziby prezydenckiej w grudniu 1963.
Jako pierwsza dama bardzo aktywnie włączała się w działalność polityczną, przez co media porównywały ją do Eleanor Roosevelt. Udzielała wywiadów, w których poruszała tematy związane z przestępczością, prawami kobiet i ubóstwem. Nie występowała jednak na konferencjach prasowych, reprezentowała ją jej sekretarka, Liz Carpenter. Pierwsza dama chętnie organizowała też festiwale sztuki, choć nie tak okazałe jak za czasów Jackie Kennedy. W 1964 roku uzyskała doktorat z literatury nadany przez alma mater – University of Texas.
Dzięki jej aktywności, zwłaszcza licznych podróży po różnych stanach, Johnson wygrał wybory prezydenckie w 1964 roku. Sprzeciwiła się jednak jego kandydaturze w 1968 roku. Prezydent posłuchał rady żony i ogłosił, że nie będzie ubiegał się o reelekcję.
Jednym z głównych elementów jej działalności jako pierwszej damy, były podróże. Często podróżowała w charakterze ambasadora dobrej woli i odwiedziła łącznie 33 kraje. Drugim elementem był program upiększania kraju. Objeżdżając Amerykę w 1964 roku propagowała swoje założenia, co doprowadziło do tego, że w 1965 roku Kongres uchwalił ustawę „Highway Beautification Act”, która ograniczała ilość reklam przy autostradach i usprawniała planowanie nowych dróg szybkiego ruchu.
Po zakończeniu prezydentury, Johnsonowie przenieśli się na swoje ranczo w Johnson City. Z uwagi na brak popularności pod koniec urzędowania w Białym Domu, rzadko pojawiali się wówczas publicznie. Gdy w styczniu 1973 roku Lady Bird owdowiała, zajęła się sprawami społecznymi, jak prawa kobiet, ochrona środowiska i zbiórka pieniędzy na bibliotekę im. Johnsona w Austin. Była także członkinią rad nadzorczych University of Texas, American Conservation Assosiation i National Park Service. W 1988 roku otrzymała Złoty Medal Kongresu za zasługi na rzecz ochrony środowiska, a dwa lata później uzyskała doktorat od Johns Hopkins University.
Wiosną 2002 roku doznała wylewu i straciła mowę. Cztery lata później straciła także wzrok. Zmarła 11 lipca 2007 roku, została pochowana w Stonewall.

## Życie prywatne
Claudia Alta Taylor wyszła za mąż za Lyndona Johnsona 17 listopada 1934 roku w kościele episkopalnym św. Marka w Austin. W ciągu dziesięciu lat małżeństwa Lady Bird czterokrotnie poroniła. Mieli dwie córki: Lyndę Bird (ur. 19 marca 1944) oraz Luci Baines (ur. 2 lipca 1947).